# Zorro alla corte di Spagna
Zorro alla corte di Spagna è un film del 1962, diretto da Luigi Capuano girato a Vignanello.

## Trama
Quando Ramon torna dal Messico alla sua terra natale di Lusitania, si rende conto con rabbia che un usurpatore, Ramon, il fratello infedele del defunto Granduca, ha messo le mani sul Ducato, a spese della legittima erede. Nello stesso momento, un misterioso vendicatore mascherato di nome Zorro si fa avanti e sfida coraggiosamente il tiranno...